# グリーンコロナタス
グリーンコロナタス（GREEN CORONATUS）とは、タイトーのコンピューターゲーム『ダライアス』シリーズに登場するボスキャラクターで架空の宇宙戦艦。

## 特徴
タツノオトシゴをモデルにしたベルサー戦艦で、全身が緑色の鱗形装甲に覆われ、その関節部には砲塔がある。
口はホーミングミサイル発射装置で、タツノオトシゴの雄にある保育嚢部分はレーザー砲塔になっている。本物のタツノオトシゴと違い、体を動かす動作は早い。
最終ゾーンWに待ち受けており、ダライアスで最も攻撃が激しいボスとされる。
弱点は頭部にあるドーム型発光体だが、弱点を攻撃するには頭部をガードするヘルメットを破壊しなければならない。しかし、弱点をガードしている頭部のヘルメットの耐久力は高く、ボスからの激しい攻撃を避け続ける必要があるため、破壊するまでに苦労する事になる。

## 攻撃能力
関節部の砲塔から発射される自機狙いの3方向弾は、弾速がとても速く、弾の隙間が狭い上に、短い間隔で連射してくるために非常に避けづらい。接近して放たれると、弾量の多さと回避が困難な事から、一気にアームを剥がされてやられてしまう事がある。
その為に、ボスに接近して、弾の隙間ではなく、外側から一気に半円を描くようにして回避する攻略法が用いられ、これは三日月避けと呼ばれる攻略法となった。
その攻撃を避けつつも、ホーミングミサイルとレーザーにも気をつけなければならず、こういった攻撃の激しさに加え、耐久度の高い頭部ヘルメットの存在により、グレートシングに次ぐ強さのボスとして知られている。エキストラバージョンでも攻撃内容はそれ以前のバージョンと同じであり、最終ボスの中で唯一攻撃内容に変更点が存在しないボスとなっている。
尚、このグリーンコロナタスを倒した後のエンディングが、『ダライアスII』、もしくは『ダライアス外伝』に通じるストーリーとなる。

## 登場亜種
キングフォスルとグレートシングに並んで登場回数が多いボスキャラクターで、中ボスや亜種戦艦を含めれば、家庭用の『ダライアスフォース』以外の作品全てに登場している。
多くの種類には、語尾の最後にラテン語で「冠」を意味する「コロナタス」という名称が入るが、中にはタツノオトシゴの近縁種であるトゲウオ目のヨウジウオやウミテングに、ウィーディーシードラゴンモチーフの戦艦もあり、それの一部にも使われている。

### バディブレイザー　(BUDDY BLAZER)
アーケード版ダライアスで没になり、『PCエンジン版』スーパーダライアスのTゾーンに登場するウミテングモチーフのボス。アイアンハンマーと同じく、斜め上から見たような姿勢で表示される。
口から子ウミテング弾を放ち、それは自機に向かって体当たりしてきて、かわすと反転して弾を撃ってくる。子ウミテング弾は破壊可能で、背鰭と胸鰭を破壊できる。

### ダークコロナタス (DARK CORONATUS)
スーパーファミコンソフトの『ダライアスツイン』のG、Iゾーンに登場するタツノオトシゴ型戦艦。Iゾーン出現の方が色がより暗い。
口からの3方向弾と、拡散型通常弾に加え、胸部ハッチから小型のタツノオトシゴ型小型艇を飛ばして攻撃してくる。他の多くのコロナタスシリーズと異なりその胸部ハッチの中が弱点で、ハッチが開いた時に撃ち込まなければならない。

### ガーディアン (B. GUARDIAN)
PCエンジン版『スーパーダライアスII』のゾーンBに登場するヨウジウオモチーフのボス。
頭部から弾を吐く他、頭部パーツをブーメランのように飛ばして攻撃してくる。頭部はヨウジウオだが、飛ばした後はチンアナゴになる。剥き出しになったチンアナゴ形態の頭部が弱点。

### ディープドラゴン (DEEP DRAGON)
同じく、スーパーダライアスIIのゾーンFに登場するボス。ウィーディーシードラゴンがモチーフ。
胸鰭からウェーブ弾、口からホーミングミサイル、体から5方向弾を撃ってくる。なお、口の開き方がヨウジウオ目の魚類とは大きく異なり、嘴のように開く。

### バーミリオンコロナタス (VERMILION CORONATUS)
『ダライアス外伝』の最終Wゾーンで登場。ボス直前に初代ダライアス同様に浮遊機雷が出てくる。
口からの拡散弾と尾を反射させて撃ってくるロングレーザーと拡散レーザー、その尾から放つエネルギーブーメランにホーミングミサイルに加え、Iのグリーンコロタナスと同じく、関節の隙間からの砲塔（ただしこちらは体を蛇腹状に伸ばして、その間から砲塔を出す）で激しい攻撃を加えてくる。
グリーンコロタナス同様頭部が弱点だが、相違点としてヘルメットを破壊してもまだ耐久性があり、さらに尾で頭部をガードする防御能力を有している。尾の先から3方向弾、背鰭からホーミングレーザーを撃つ。
このゾーンのエンディングの内容は、初代『ダライアス』のYゾーンエンディング同様のメタフィクションエンドなっている。

### ライトニングコロナタス （LIGHTNING CORONATUS）
『Gダライアス』のゾーンλで登場。こちらはタツノオトシゴではなく、ウィーディーシードラゴンがモデル。
名前の通り電撃による攻撃を使い、口や胸からの反射電撃や放電攻撃の他に、拡散エネルギー弾にホーミングレーザー、背鰭と尾の先端にある計2つの鋏状の爪を切り離しての体当たり攻撃を行い、爪先からはβビームを撃つ。U、Vエリアの最後に待ち構え、上が赤、下が青の配色。
それまでのコロナタスシリーズ同様に頭部がヘルメットとなり、そこを破壊すれば弱点を狙えるが、耐久力は高い。胴体中央で放つサンダーレーザーは、画面奥へ行って放たれると、通常ではまず避けきることはできない。アイファザープラスとレフナイトも放出する。

## 登場作品

### スーパーダライアス
PCエンジン版でも業務用と同じくWゾーンに登場。但し、アーケード版ほど強力な攻撃ではない。『ダライアスプラス』にも登場。
更に、バディブレイザーが、Tゾーンに登場する。

### ダライアスII
ダライアスIIのB、C、Z'、Xゾーンの中ボスとなって登場。腹部からのロングレーザーと、頭部からのホーミングミサイルに、丸まって弾を６方向にばらまきながら体当たりしてくる。頭部以外にはダメージを与えられず、丸まっている時は無敵状態となる。なお、Ⅰとは異なり頭部のヘルメットは破壊可能なパーツ扱いではなく、頭部のヘルメットへ攻撃を当てるとそのまま本体へダメージが入るようになっている。
最終面ではレーザーやミサイルを連射速度が上がり、丸まってる時には自機狙いの5方向弾を連射して来るので非常に厄介となり、耐久力も高めで、中ボスの中では最強クラスである。メガドライブ版やPCエンジン版にも登場。

### ダライアスツイン
上記参照。

### サーガイア
ゾーン６に登場。腹部からのレーザーと体の砲塔、口からのホーミングミサイルが武器だが、砲塔がそれまでのシリーズと違い、破壊可能。
尚、最終面ではレーザーに変わってウェーブを撃ってくる。

### スーパーダライアスII
上記参照。
Xゾーンにアーケード版と同様のグリーンコロナタスが中ボスとして登場する。
またKゾーンの中ボスとしてフウライウオ（カミソリウオ）モチーフのフライノウオが登場。背中の蛇腹上のハッチから、回転しながら全方位に弾を発射する小型ポッド射出し、頭の先端部上下からL字レーザーを放って攻撃する。

### ダライアス外伝
上記参照。

### Gダライアス
上記参照。
ザコキャラにヘコアユモチーフのイクフィーが登場する。

### ダライアスR
ゲームボーイアドバンスで最終Kゾーンに登場。強さはPCエンジン版と同程度。

### ダライアスバースト
中ボスとしてアンノイイングコロナタス（緑）、インペイリングコロナタス（青）、ヘビーリーコロナタス（赤）、ヘルメテッドコロナタス（茶）が登場。攻撃方法はダライアスIIのものに似ているが、丸まっている時にもダメージを与えられる。また、頭部のヘルメットはパーツ扱いであり、破壊可能となっている。